# 張讓 (嘉靖進士)
張讓（1486年—？年），字克讓，號丹崖，山東青州府諸城縣（今山東省諸城市）人，軍校籍。明朝政治人物，嘉靖癸未進士。

## 生平
正德八年（1513年）山东乡试第五十三名举人，三十八岁中式嘉靖二年（1523年）癸未科会试第一百三名，廷试三甲一百九十三名進士。初授滎澤縣知縣，嘉靖五年（1526年）任河南杞縣知縣，严征逋负，死者无算，以严酷闻名，八年调荣河县，守正不阿，遇事能担荷，凛乎有正直风。与时不合，浩然解组，民遮道泣留。归乡数月，起升南京太仆寺丞，十四年（1535年）丁内艰归乡。服阕，起补北太仆寺丞，因無子而抑郁，晚年得一子旋亡，遂自尽于官舍。

## 家族
曾祖张全。祖父张庆。父张整。前母秦氏，母劉氏，继母章氏。慈侍下。兄张良、张恭。